# Leinen aus Irland (1939)
Leinen aus Irland ist ein deutscher Spielfilm aus dem Jahre 1939 mit antisemitischen Untertönen. Otto Tressler verkörpert hier einen böhmischen Textilfabrikanten, dessen jüdischer Manager, gespielt von Siegfried Breuer, kurz nach der Jahrhundertwende in der k.u.k.-Monarchie durch den Import billigeren Leinens aus dem Ausland die heimische Tuchproduktion zerstören will und damit die Fabrikarbeiter der Arbeitslosigkeit aussetzt. Weitere Hauptdarsteller waren Irene von Meyendorff, Rolf Wanka und Karl Skraup. Dem Film liegt das gleichnamige Bühnenstück (1929) von Stefan von Kamare zugrunde.

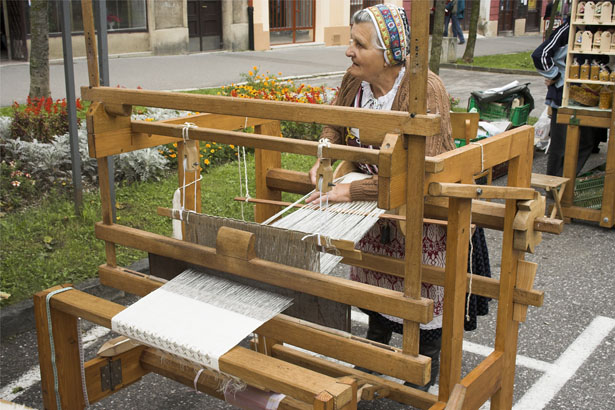
Traditionelle Leinenweberei am Handwebstuhl

## Handlung
Prag im Jahre 1909. Die Textilfirma Libussa A.G. will eine Monopolstellung im Habsburger-Reich erlangen und kauft daher sämtliche Firmen des Landes auf, die sich mit der Herstellung von Leinen befassen. Hinter diesem Manöver steckt ein gewisser Dr. Kuhn, seines Zeichens Generalsekretär des Konzerns, der dem altehrwürdigen Kommerzialrat Kettner gehört. Dem jüdischen Ehrgeizling Kuhn geht es darum, innerhalb der Firma seine Machtstellung auszubauen und sich für Kettner unentbehrlich zu machen. Der greise Firmenpräsident ahnt nichts von Kuhns wahren Absichten. Auch dem Leinenproduzenten Alois Hubermayer soll es nun an den Kragen gehen, seine Firma im böhmischen Warnsdorf plant Kuhn als Nächstes zu übernehmen. Auch ihm bleibt nichts anderes übrig, als gleichfalls an den Konzern zu verkaufen, der seine Konkurrenten regelrecht an die Wand drückt. Doch Alois nimmt sich vor, es nicht dabei bewenden zu lassen, und will sich wehren. Ein derart schmähliches Ende eines 150 Jahre alten Familienunternehmens bricht ihm geradezu das Herz. Alois ist davon überzeugt, dass die Libussa unter Kuhns Geschäftsführung die Leinenherstellung im Reich à la longue komplett einstellen wird, um kostengünstiger im Ausland einzukaufen. Die Folgen wären für Österreich-Ungarns Leinenweber verheerend. Während sich anderswo die Leinenproduzenten die Taschen füllen werden, landen die Fabrikarbeiter daheim ohne Lohn und Brot auf der Straße.
Derweil macht die Libussa unter Kuhns Federführung eine Eingabe beim k.u.k.-Handelsministerium. Dr. Kuhn will erreichen, dass die Libussa in Zukunft zollfrei Leinen aus Irland importieren kann. Dies zu entscheiden hat der junge Ministerialsekretär Dr. Franz Goll. Um den geradlinigen Beamten mit Hinterlist und Tücke zu beeinflussen, sorgt Kuhn dafür, dass sich Goll und Kettners Tochter Lilly kennen- und lieben lernen. Mit Lilly als seinem „Trumpf“ erhofft der Generalsekretär, dass Dr. Goll nicht gegen die Interessen von Lillys Vater Kettner und damit gegen die Libussa entscheiden wird. Doch Franz ist eine ehrliche Haut und lässt sich nicht manipulieren. Er erwägt, obwohl er von seinem Vorgesetzten aus Wien unter Druck gesetzt wird, Kuhns Eingabe zu befürworten, keine Genehmigung auszustellen, da Goll durchaus die katastrophalen Konsequenzen für die böhmische Arbeiterschaft erkennt. Bald gerät der anständige Beamte von allen Seiten unter Druck: Das Ministerium erwartet eine Zustimmung zur Eingabe, und der alte Kettner würde dies zwangsläufig auch begrüßen, zumal er unter gegenteiligen Umständen wohl kaum Lilly Goll zur Frau geben dürfte. So sieht Franz Goll nur noch eine Möglichkeit: er bewahrt Haltung und reicht seine Demission ein.
Lilly ahnt nicht, dass Goll aus dem Ministerium ausgeschieden ist und glaubt, dass sich Franz dem Willen ihres Vaters untergeordnet hat, als die Libussa-Eingabe bewilligt wird. Der Minister höchstpersönlich hat den Antrag genehmigt. Lilly Kettner ist sehr enttäuscht von Franzens mutmaßlicher Prinzipienlosigkeit und kehrt ihm den Rücken zu. Alois Hubermayer ist es mittlerweile gelungen, zu Kommerzialrat Kettner vorzudringen und ihn davon zu überzeugen, dass Dr. Kuhn nur in seinem eigenen Interesse arbeitet und mit seinen skrupellosen Aktionen dem Vaterland schadet. Als Kuhn glaubt, mit all seinen Strippenziehereien und Intrigen am Ziel angekommen zu sein, bittet er seinen obersten Chef um die Hand Lillys. Der alte Kommerzialrat, von Lilly in der Zwischenzeit über die Hintergründe aufgeklärt, entlässt seinen skrupellosen Manager. Daheim in Warnsdorf wird Alois Hubermayer von seinen Mitbürgern als Held gefeiert, und Kettner sagt zu, eine einvernehmliche Lösung in der Leinenfrage zu suchen. Lilly erfährt, dass sie ihrem Franz Unrecht getan hat, und fährt augenblicklich zum Bahnhof, um ihn von der Abreise abzuhalten. Mit einem Kuss besiegeln die beiden ihre Verlobung.

## Produktionsnotizen
Leinen aus Irland wurde ab dem 3. Mai 1939 im Wiener Rosenhügel-Atelier und dem Schönbrunn-Atelier für kostengünstige 744.000 Reichsmark gedreht. Joseph Goebbels wohnte den Dreharbeiten bei einem Besuch der Wien-Film bei. Leinen aus Irland wurde am 16. Oktober 1939 im Berliner Capitol uraufgeführt. Bis April 1941 betrugen die Einnahmen 1,283 Millionen RM. Damit galt Leinen aus Irland als moderater Kassenerfolg.
Wiens Styria-Film-Produzent Heinrich Haas übernahm auch die Produktionsleitung. Robert A. Dietrich und Artur Günther gestalteten die Filmbauten, Alfred Kunz entwarf die Kostüme. Philipp von Zeska übernahm die Dialogregie.
Der 17-jährige Oskar Werner ist hier in einem seiner ersten Film-Kurzauftritte zu sehen.
Der Film erhielt die staatlichen Filmprädikate „staatspolitisch wertvoll“ und „künstlerisch wertvoll“.

## Rezeption
Erwin Leiser zufolge gehört Leinen aus Irland mit Robert und Bertram zu den „wichtigsten antijüdischen Propagandafilme(n)“ der nationalsozialistischen Ära.
Filmhistoriker Boguslaw Drewniak erinnerte daran, dass in diesem Film die „Zustände der Habsburger Monarchie … abermals an den Pranger gestellt“ wurden, und zählte Leinen aus Irland zu denjenigen Filmen, die „mit mehr oder weniger antisemitischen Akzenten garniert“ worden seien.
Dieses Resultat entsprach ganz der NS-filmpolitischen Intention, denn wie die Film-Rundschau in ihrer Ausgabe vom 1. November 1939 bemerkte, sollte der Film „im Gegensatz zu dem Original einen ernsten Grundton, eine weltanschauliche Problematik und eine politische Note haben“.
Auf film.at war zu lesen: „Harald Bratt hatte in seinem Drehbuch Stefan von Kamares Lustspiel-Vorlage in ein NS-Propagandastück umgearbeitet . Die wirtschaftliche Misere einer Region wird darin einzig und allein durch die Machenschaften eines jüdischen Antagonisten – Dr. Kuhn – hervorgerufen.“